# Digital Visual Interface
La Digital Visual Interface è un'interfaccia, ovvero un apparato hardware in grado di trasmettere un segnale video. Si trova spesso su computer, televisori e videoproiettori che richiedono video ad alta definizione. Attraverso di essa il segnale video, oltre che in forma analogica, può venire inviato al monitor anche in forma digitale, quindi tendenzialmente meno soggetta ai disturbi rispetto al predecessore VGA.

## Tipi di segnali supportati dal connettore DVI

Vista del connettore DVI femmina.

Connettore DVI femmina. Descrizione piedini con colorazione per tipologia.

Il connettore DVI può trasportare sia segnali analogici sia segnali digitali, anche contemporaneamente.

### DVI-I
L'interfaccia DVI-I implementa sullo stesso connettore sia i segnali analogici dell'interfaccia DVI-A che quelli digitali dell'interfaccia DVI-D. La parte digitale può essere a un canale o a due canali esattamente come per l'interfaccia DVI-D, quindi possiamo avere una DVI-I Single Link  o una DVI-I Dual Link a seconda che la parte digitale sia Single Link o Dual Link.

### DVI-D
L'interfaccia DVI-D trasporta esclusivamente segnali digitali. L'interfaccia digitale può essere Single Link o Dual Link.

#### Single Link
L'interfaccia digitale DVI-D Single Link trasporta un massimo di 165 milioni di pixel al secondo utilizzando tre segnali digitali (RGB) a 1,65 Gb/s (10 bit per pixel) permettendo così una risoluzione max a 60 Hz di 2098 × 1311 con un aspect ratio di 16:10 o di 1915 × 1436 con un aspect ratio di 4:3. La risoluzione standard più alta che può essere visualizzata con questa interfaccia è 1920 × 1200 16:10.

#### Dual Link
Un'interfaccia digitale DVI-D Dual Link affianca al canale utilizzato dall'interfaccia Single Link un secondo canale dati. Questo nuovo canale è implementato sempre con tre segnali digitali (RGB) a 1,65 Gb/s (10 bit per pixel) che operano su 6 pin separati del connettore. In questo modo è possibile trasportare il doppio dei dati dell'interfaccia Single Link.
Questo canale aggiuntivo può essere utilizzato in una di queste due modalità:
- portare un secondo pixel in modo da raddoppiare la risoluzione 2895 × 1882 con un aspect ratio di 16:10 a 60 Hz o 2707 × 2030 con un aspect ratio di 4:3. La risoluzione standard più alta che può essere visualizzata con questa interfaccia è 2560 × 1600 16:10;
- aumentare la profondità di colore, che nell'interfaccia Single Link è di 8 bpp, portandola fino a 16 bpp (in questo caso il secondo canale porta i bit meno significativi).

Questo tipo di interfaccia è necessaria per utilizzare la tecnologia 3D sui monitor che la supportano. In alternativa è possibile usare (se supportata) la tecnologia HDMI.

### DVI-A
L'interfaccia DVI-A trasporta esclusivamente segnali analogici in formato compatibile VESA VGA.
Qualità e risoluzione massima sono identiche a quelle della VGA, ovvero, consigliata massimo 1600 × 1200 per monitor LCD e 2048 × 1536 per monitor CRT, anche se ad esempio NVIDIA dichiara 2560 × 1600. I segnali analogici hanno dei conduttori dedicati per i segnali RGBHV e condividono con l'interfaccia digitale i segnali DDC.

### Collegamenti
Esistono limiti relativi all'utilizzo del cavo, ed in particolare:
- il cavo DVI digitale ha un limite che varia dai 5 ai 15 metri in base alla qualità dello stesso, superato il quale la qualità video risulta non più affidabile né garantita;
- qualora si intenda aumentare la lunghezza del cavo DVI fino a 30 m ed oltre, è necessario utilizzare opportune apparecchiature atte a compensare la perdita di segnale;
- non è possibile collegare un DVI-A ad un DVI-D poiché DVI-A è solo analogico e DVI-D è digitale;
- è possibile collegare un'uscita DVI ad un ingresso VGA usando un cavo apposito, poiché DVI-I e DVI-A inviano segnali analogici;
- non è invece possibile collegare direttamente una porta DVI-D ad una VGA poiché DVI-D usa solo segnali digitali; in questo caso occorre utilizzare un convertitore DVI per trasformare il segnale da digitale ad analogico e viceversa.

|           | Digitale | Analogica |
| --------- | --- | --- |
| Vantaggi  | - Nessuna perdita di segnale a causa della conversione D-A e A-D - Geometria, clock e fase non hanno bisogno di configurazione, quindi più semplice da usare - Costi inferiori poiché è necessaria una minore circuiteria elettronica | - Compatibile con le schede a standard VGA su una base di computer esistenti - Non è necessario acquistare una nuova scheda grafica |
| Svantaggi | - Attualmente esistono tre standard (P & D M1DA, DFP, e DVI), probabilmente in futuro rimarrà solo DisplayPort introdotto nel 2008 - È necessaria una scheda grafica con uscita digitale                                              | - Clock e fase dei TFT devono essere sincronizzati con il segnale analogico per evitare l'effetto detto pixel jitter, che è un problema relativamente complesso - Cavi sensibili alle influenze esterne - Alto costo della conversione del segnale all'interno del display - Non è possibile utilizzare l'interfaccia digitale |